# Junín de los Andes
Junín de los Andes ist die Hauptstadt des argentinischen Departamento Huiliches im Südwesten der Provinz Neuquén. Sie ist ein bedeutendes Viehzuchtzentrum in der Provinz und gilt als Zentrum der Forellenfischerei.

## Geographie
Junín de los Andes liegt am rechten Ufer des Río Chimehuin, im Osten vom Departamento Huiliches, der im Südwesten der Provinz gelegen ist. In der Nähe der Stadt befinden sich die Seen Huechulafquen, Paimún, Epulafquen, Lolog und Currhué.

## Klima
Das Klima in Junin de Los Andes ist gemäßigt-kalt im Sommer und kalt-feucht im Winter. Die Sommer sind relativ kühl und die Winter lang dauernd. Die nahe gelegene Seen wirken auf das lokale Klima. Die jährliche Niederschlagsmenge beträgt 2000 Millimeter im Mittel.
|                                   | Jan  | Feb  | Mär  | Apr  | Mai | Jun | Jul | Aug | Sep  | Okt  | Nov  | Dez  |
| --------------------------------- | ---- | ---- | ---- | ---- | --- | --- | --- | --- | ---- | ---- | ---- | ---- |
| Durchschnittliche Temperatur (°C) | 15,7 | 16,2 | 13,7 | 10,3 | 8,1 | 6,2 | 5,8 | 7,8 | 10,9 | 11,6 | 13,6 | 14,9 |

## Geschichte
Vor der Ankunft der Weißen besiedelten Mapuche und Tehuelche die Region. Während der Wüstenkampagne besiegten die Truppen Julio Argentino Rocas die indigenen Völker. Zweck des Kriegszuges war es, die argentinische Dominanz über Patagonien sicherzustellen. 1882 erreichte die Armee die Senke, in der die heutige Stadt liegt. Dort wurde das erste Fort in der Gegend errichtet.
1883 wurde im Auftrag des Kardinals Giovanni Cagliero eine spätere Expedition ins Tal des Río Chimehuín durchgeführt, um eine Siedlung zu gründen. Der Führer der Expedition, Miguel E. Vidal wählte die Lage für den Bau eines neuen Forts und gilt deshalb als Stadtgründer.
Anfangs waren die meisten Einwohner Militärs. Im späten 19. Jahrhundert und im frühen 20. Jahrhundert kam eine wichtige Siedlerwelle in die Gegend. Die Stadt wurde ein bedeutendes Viehzuchtzentrum in ihrer Provinz.
1955 wurde der Ort zusammen mit San Martín de Los Andes und Cutral-Có durch nationale Verordnung zur Gemeinde erklärt. Sie gilt die älteste Gemeinde in der Provinz.

## Bevölkerung
Am Anfang des 20. Jahrhunderts lebte die meisten lokalen Einwohner auf dem Land. Nach der Volkszählung 1924 hatte die Stadt 620 Einwohner, während die Landesbevölkerung betrug damals 1.780. Zwischen 1991 und 2001 stieg die Einwohnerzahl von 7.333 Menschen auf 10.302.
Entwicklung der Bevölkerung
| Jahr | Einwohner |
| ---- | --------- |
| 1991 | 7.333     |
| 2001 | 10.302    |

## Wirtschaft
Anfangs war die lokale Wirtschaft auf die Tierhaltung gestützt. Nach der Einrichtung des Nationalparks Parque Nacional Lanín im Jahre 1937, ist der Tourismus die wichtigste Einnahmequelle der Stadt. Junín de los Andes ist heutzutage einer der berühmtesten touristischen Zielorte in der Provinz.

## Verkehr

### Flughafen
Die Stadt verfügt über den Flughafen Chapelco (IATA-Flughafencode: CPC, ICAO: SAZY). Der Flughafen befindet sich 20 km südwestlich der Stadt an der Ruta Nacional 234.

### Straße
Die Anfahrt zur Stadt ist die Ruta Nacional 234, die die Ruta Nacional 40 mit der Ruta Nacional 231 verbindet. Die Ruta Nacional 40 führt nach San Martín de Los Andes in Richtung Süden und nach Zapala in Richtung Norden.

## Sehenswertes
Auf der Plaza San Martín kann man die Araukarien sehen, die dort vom Pater Ginés Ponte gepflanzt wurden. Oberst Brondsted benannte sie Plaza Bartolomé Mitre im Jahre 1897. Seit dem 17. August 1950 heißt der Platz Plaza San Martín.
In der Stadt ist die Kirche Iglesia de Las Nieves (dt. „Kirche des Schnee“). Ihr Anbau begann 1951. Ihr Name erinnert an den Schneefall, der am Abend vor der Eröffnung war. Im Inneren des Gebäudes ruht der Leichnam des Salesianer-Paters Domingo Milanesio, der in der Region  evangelisiert hat.
Im Mapuche-Museum werden verschiedene historische Dokumente der Stadt sowie Objekte des Mapuche Volkes ausgestellt.
Neben dem Rathaus befindet sich die Plaza Centenario, die 1983 anlässlich der Hundertjahrfeier der Stadtgründung eröffnet wurde. In diesem Platz ruhen die sterblichen Überreste von Miguel Vidal.
Im Osten der Stadt liegt der Berg Cerro de la Cruz. An seinem Gipfel befindet sich ein großes weißes Kreuz, die sichtbar von der Stadt aus ist. Das Kreuz wurde 1957 vom Erzbischof Mendozas Alfonso Buteler geweiht.
Der Kurort am Ufer des Rio Chimehuin ist ein beliebter Platz für den Sommersport in der Stadt.